# Arnold Vissière
Pour les articles homonymes, voir Vissière.
Arnold-Jacques-Antoine Vissière est un sinologue français né le 2 août 1858 à Paris où il est mort le 28 mars 1930. Il est un des créateurs du système de l'École française d'Extrême-Orient (EFEO).

## Carrière
Arnold Vissière a été interprète, puis premier interprète à la légation de France à Pékin  ; professeur à l'École des langues orientales vivantes en 1911. Il a été consul général à Shanghai puis ministre plénipotentiaire en Chine. Il a également travaillé à la Bibliothèque nationale sur le catalogue des livres chinois.
Un premier système de romanisation conçu en 1901 par Arnold Vissière est à l'origine du système de l'École française d'Extrême-Orient adopté par le ministère des affaires étrangères et l'École française d'Extrême-Orient, avec de légères variantes.

## Influences
Il a eu pour disciple Paul Mus en chinois.
C'est sur ses conseils, que Victor Segalen, qui s'est initié à la langue et à la civilisation chinoises en suivant ses cours, continue son cursus à Brest auprès d'un chinois de Hankou.
Sa collection de cartes chinoises du temps des Qing est visible au Musée Guimet.

## Ouvrages
- Méthode de transcription française des sons chinois, adoptée par le Ministre des Affaires ètrangères (Extrait du Bulletin du Comité de l'Asie Française.) Paris, 1902[6]
- Recherches sur l'origine des l'abaque chinois et sur sa dérivation des anciennes fiches à calcul, in "Bulletin de géographie historique et descriptive", Paris, 1892[7].
- Le Divorce dans le nouveau droit chinois, La Revue du Pacifique, 1923
- Le Code commercial et les chambres de commerce de la République chinoise, 1923
- Premières leçons de chinois, langue mandarine de Pékin, Imprimerie ci-devant E.J. Brill, 1909